# Aeroportul Puerto Barrios
Aeroportul Puerto Barrios (IATA: PBR, ICAO: MGPB) este un aeroport din Guatemala ce deservește zona Puerto Barrios⁠(d). Aeroportul a fost tranzitat în 2022 de 14.058 de pasageri.
Situat la o altitudine de 10 m, aeroportul dispune de o singură pistă.